# Койл, Чарли
Чарльз Роберт Койл (англ. Charles Robert Coyle; 2 марта 1992, Уэймут, Массачусетс, США) — американский хоккеист, центральный/правый нападающий команды «Колорадо Эвеланш» в Национальной хоккейной лиге.
Выступал за Бостонский университет (NCAA), «Сент-Джонс Си-Догс» (QMJHL), «Миннесоту Уайлд», «Хьюстон Аэрос» (АХЛ).
В чемпионатах НХЛ сыграл 189 матчей (31+48), в турнирах Кубка Стэнли — 28 матчей (4+7).
В составе национальной сборной США участник чемпионата мира 2015 (5 матчей, 3+2). В составе молодёжной сборной США, участник чемпионатов мира 2011 и 2012.
7 марта 2025 года вместе с выбором в пятом раунде драфта 2026 года был обменян в «Колорадо Эвеланш» на Кейси Миттельштадта и выбор во втором раунде драфта 2025 года.
Достижения
- Бронзовый призёр чемпионата мира (2015)
- Бронзовый призёр молодежного чемпионата мира (2011)